# Kongobekken

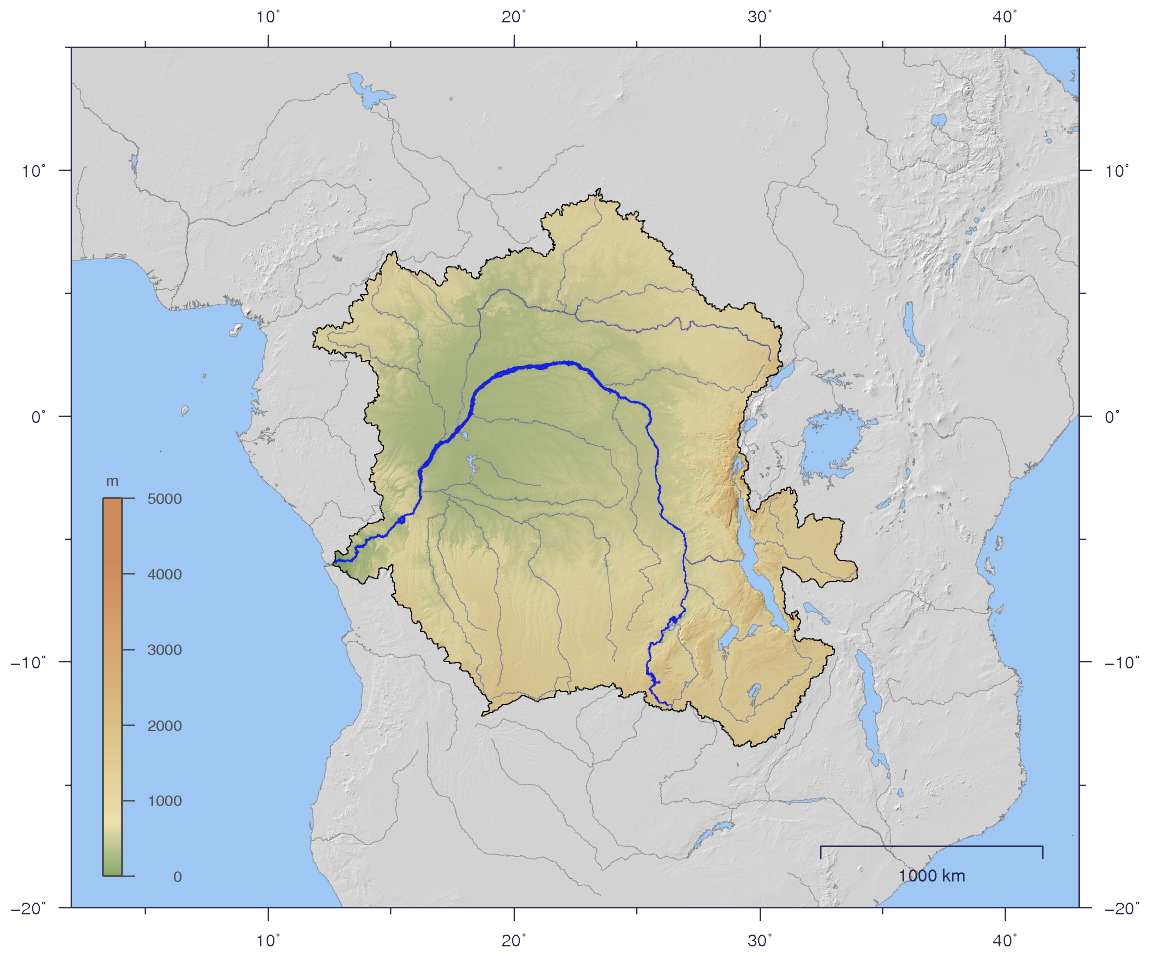
Topografische kaart van het Kongobekken

Het Kongobekken (Frans: Bassin du Congo), soms ook wel aangeduid als Kongogebied is het sedimentaire bekken van de Kongorivier. Het Kongobekken ligt in Centraal-Afrika, in een regio die bekendstaat als West-Equatoriaal Afrika. De regio van het Kongobekken wordt soms eenvoudigweg "de Congo" genoemd. Het bevat enkele van de grootste tropische regenwouden ter wereld en is een belangrijke bron van water dat wordt gebruikt voor landbouw en energieopwekking. Het regenwoud in het Kongobekken is het grootste regenwoud van Afrika en, na het Amazonewoud, het op één na grootste ter wereld, met 300 miljoen hectare in vergelijking met de 800 miljoen hectare van het Amazonewoud. 

## Ecosystemen en fauna

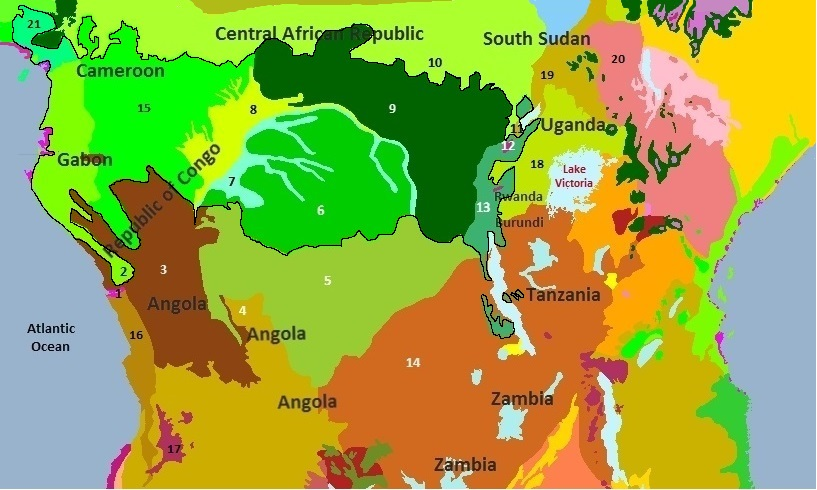
Ecoregio's van het Kongobekken (zwart omlijnd):
2: Atlantische equatoriale kustbossen (AT0102); 6: Centrale Congolese laaglandbossen (AT0104); 7: Oostelijke Congolese moerasbossen (AT0110); 8: Westelijke Congolese moerasbossen (AT0129); 9: Noordoostelijke Congolese laaglandbossen (AT0124); 13: Bergbossen van de Albertinerift (AT0101); 15: Noordwestelijke Congolese laaglandbossen (AT0126); 21: Kustbossen van Cross-Sanaga-Bioko (AT0107)

In het Kongobekken bestaan verschillende ecosystemen:

### Stromen en rivieren
De rivier de Kongo is 4.380 kilometer lang. Het is de op een na langste rivier ter wereld, na de Amazone. De rivier vormt een stroomgebied van 3.690.750 km² in dat de gehele Democratische Republiek Congo omvat, maar ook in delen van Congo-Brazzaville, Kameroen, de Centraal-Afrikaanse Republiek, Burundi, Tanzania, Zambia en Angola.

### Bossen
Het Kongobekken heeft het grootste bos van Afrika. Meer dan 10.000 plantensoorten komen voor in en rond het woud. De vochtige bossen beslaan een oppervlakte van 1,6 miljoen km². Het Kongobekken is ook een belangrijke bron van Afrikaanse teak, die wordt gebruikt voor de productie van meubels en vloeren. Naar schatting zijn 40 miljoen mensen afhankelijk van deze bossen en leven ze van traditionele middelen van bestaan.

### Savannes

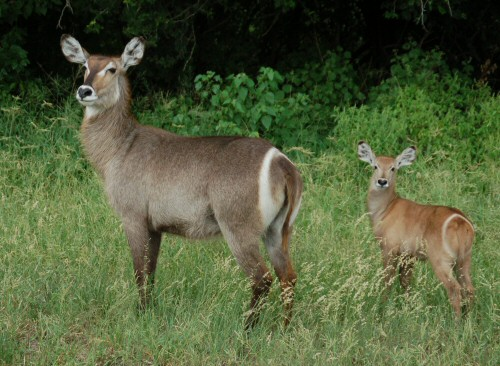
Waterbok

De savannes liggen helemaal in het zuiden van het Congobekken. Je vindt er veel zoogdieren terug zoals antilopen, de bosbok, de waterbok, de Roanantilope, de Afrikaanse buffel, het nijlpaard, de geelrugduiker, de gewone duiker en olifanten.

### Moerasgebieden en natte bossen

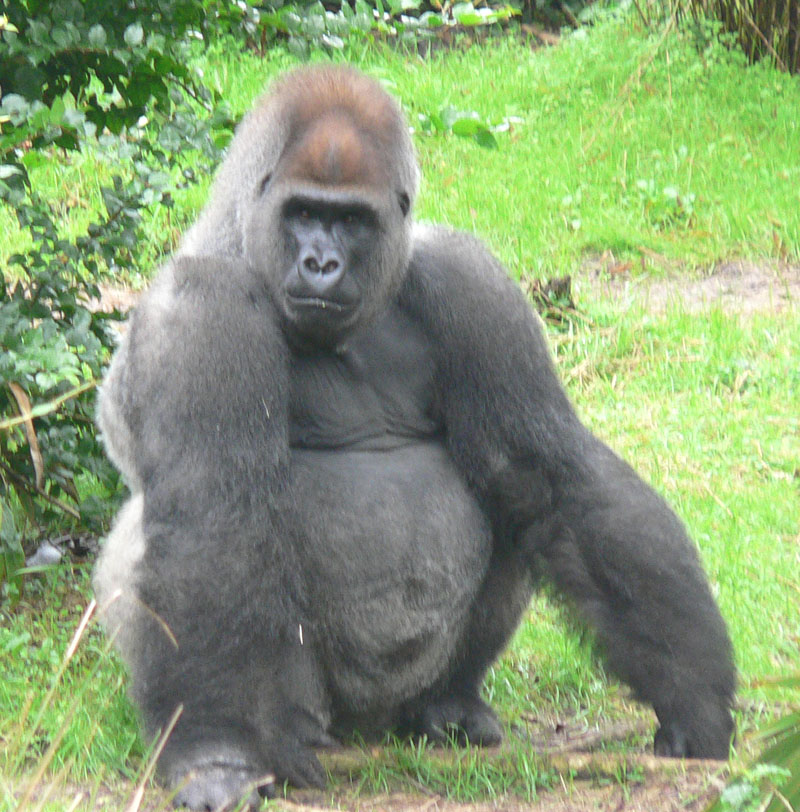
Westelijke laaglandgorilla

Het enige natte bos in Afrika bevindt zich in het Kongobekken. Men kan er westelijke laaglandgorilla’s vinden maar ook chimpansees, mangabeys en meerkatten. Dat ecosysteem is momenteel nog bijna intact. De moerassen bedekken grote stukken in het centrum van het Kongobekken. Een groot deel wordt weinig verstoord door menselijke activiteiten en is daardoor grotendeels ongerept. De westelijke Congolese moerasbossen hebben de reputatie vrijwel ondoordringbaar te zijn.
Het ecosysteem is zo omvangrijk dat het de helft van de Afrikaanse fauna herbergt. Men vindt er ook 1000 vogelsoorten, 686 soorten vissen, 400 zoogdiersoorten (waarvan meer dan 80% apen), 216 amfibieënsoorten, 280 reptielsoorten en meer dan 900 verschillende vlinders.
Het Kongobekken staat bekend voor zijn grote populatie bosolifanten. Maar waar deze regio vooral alle records verslaat, is in het grote aantal verschillende primaten, heel wat primaatsoorten zoals de bonobo, de zonnestaartmeerkat en de franjeaap vinden hier hun oorsprong.

## Flora
Naast een indrukwekkende fauna vindt men in het Kongobekken ook heel wat planten terug die nergens anders te vinden zijn.
Zo is er de moabi. Deze boom is herkenbaar aan zijn parasolvormige kruin. Je kunt de bomen pas vinden op meer dan 500 meter hoogte en ze liggen ver verspreid van elkaar (ongeveer een per 40 hectare). De moabi heeft heel wat nuttige eigenschappen: de vruchten zijn eetbaar en de schors wordt gebruikt voor medicijnen en culinaire hoogstandjes. Men kan ook olie uit de zaden halen en tevens is het hout van de moabi zeer populair op de Europese markt met als gevolg dat deze boom in bepaalde regio’s al verdwenen is. (Zie ook onder bedreigingen)
Naast de moabi hebben we ook nog de afrormosia. Deze boom heeft een bruine, groene of geelbruine schors en wordt wel 50 m hoog. De eerste 25 of 30 meter van de stam zijn er geen bladeren te vinden. Men vindt deze boom enkel op de droogste plekjes in de bossen in Centraal- en West-Afrika. Het hout van de afrormosia wordt onder andere gebruikt bij de constructie van boten en houtbewerking.

## Menselijke bewoning

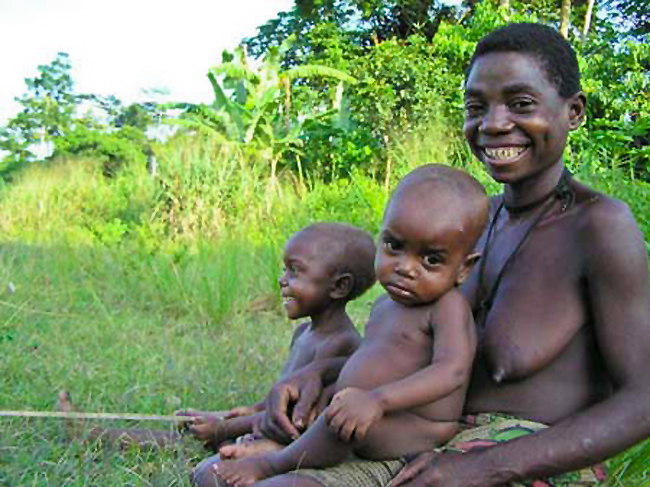
Akavrouw met twee kinderen

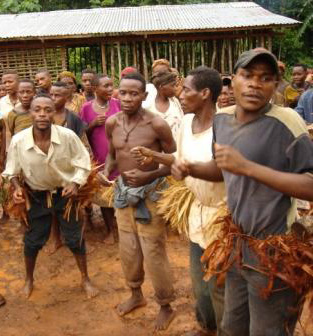
Bakadansers, oostelijk Kameroen

Een derde en meest dominante groep in dit gebied is de mens. Er wonen verschillende etnische groepen in het Kongobekken. De Mbuti, Efe, Bakola, Aka, Baka, Asua, Mbendjele en Mikaya behoren tot de eerste inwoners van de bossen in de regio. Afhankelijk van hun woonplaats spreken ze Kikongo, Lingala of Swahili, de drie talen die nationaal erkend worden in Congo-Kinshasa.
De mensen hebben gedurende eeuwen in harmonie geleefd met het bos en dat is nog steeds het geval voor enkelen onder hen. Het regenwoud wordt gezien als hun thuis, opslagplaats, koelkast, restaurant, apotheek, houtzaak, speeltuin en tempel. Ze verplaatsen zich van de ene plaats naar de andere.
In de hedendaagse tijd is de landbouw belangrijk geworden. De volkeren in de bossen zijn verplicht contacten te onderhouden met boeren waarmee ze hun producten uitwisselen voor granen en andere goederen.
De verstedelijking van de bosvolkeren vindt vooral de oorsprong in de kolonisatie van Centraal-Afrika door de Europeanen. Om de belastingen op te kunnen halen, moesten de dorpen dicht bij de weg liggen. Houtkap, palmolieplantages, immigratie, de demografische groei, nieuwe jachttechnieken, de ontwikkeling van wegen en de verbeterde toegang tot markten zorgden voor de verdwijning van de oorspronkelijke beheer van het gebied.

## Bedreigingen
Het evenwicht van het Kongobekken staat onder invloed van heel wat bedreigingen.

### Ontbossing
Volgens de Voedsel- en Landbouworganisatie (FAO) heeft Centraal-Afrika tussen 1990 en 2000 ongeveer 91.000 km² woud verloren. Als het zo verdergaat, zal in 2030 meer dan 30% van de bossen verdwenen zijn. Dit leidt tot minder hout beschikbaar voor de bosindustrie, verlies van biodiversiteit, klimaatverandering en woestijnvorming.

### Landbouw
In Centraal-Afrika zijn meer dan 90 procent van de huishoudens betrokken in landbouw. Door een constante groei van de bevolking jaarlijks met 2 à 3 procent blijft de vraag naar landbouwgrond stijgen en versnelt de verdwijning van het bos.

### Demografische groei
De landen die behoren tot het Kongobekken worden gekenmerkt door een jonge bevolking en een hoog geboortecijfer. Met de toename van de bevolking stijgt ook de vraag naar landbouwgrond.
Er is bovendien ook sprake van een snelle verstedelijking. Hoewel de steden een bijdrage leveren aan de economische ontwikkeling van de regio, leiden ze ook tot grote problemen met armoede en het milieu. En dit zowel in de steden als in de omringende regio’s.
De aangroei van de bevolking zorgt ook nog voor andere problemen. Zo ontstaan er steeds meer conflicten tussen de verschillende bevolkingsgroepen waarbij de lokale groepen en de bossen de eerste slachtoffers zijn. De grotere bevolkingsconcentratie zorgt ook voor meer ziektes. Zo zorgen aids en ebola jaarlijks voor heel wat slachtoffers.
Verder staat het Kongobekken ook nog onder bedreiging van de opkomende mijnbouw, oliewinning, stroperij en de klimaatsverandering.

## Bescherming
De internationale gemeenschap is zich steeds meer bewust geworden van het belang van het Kongobekken. Zo werd het Congo Basin Forest Fund opgericht om de ontbossing tegen te gaan. Ook het Forest Stewardship Council (FSC) streeft naar verantwoord beheer van de bossen. Daarnaast zijn milieubewegingen zoals het Wereld Natuurfonds en Greenpeace actief bezig met het gebied.
In 1999 werd tijdens een top in Yaoundé door met de betrokken landen een project gelanceerd dat een beter beheer van de hulpbronnen op het gebied van bosbouw verplicht, door het toekennen van concessies en normen op het kappen van hout.
In 2002 werd op een top in Johannesburg een partnerschap gevormd voor het bekken van Kongo gelanceerd door de Verenigde Staten, Frankrijk, de betrokken staten (landen die in het gebied liggen), de stille vennoten en NGO'S. Financiële steun moest het mogelijk maken een beschermingszone te creëren die 10 tot 15% van het massief bedekt. Internationale NGO'S die zich inzetten voor het milieu blijven zeer kritisch.
Op 5 februari 2005 was er in Brazzaville een top waar de betrokken landen weer samenkwamen. De president van Kameroen (Paul Biya), de president van Gabon (Omar Bongo), de president van Tsjaad (Idriss Déby), de president van de Centraal-Afrikaanse Republiek (François Bozizé), de president van Equatoriaal-Guinea (Teodoro Obiang Nguema Mbasogo) en Franse president (Jacques Chirac) waren aanwezig. Zij keurden een gemeenschappelijk actieplan goed en sloten een verdrag dat een commissie oprichtte voor de bossen van Centraal-Afrika (COMIFAC). Dit werd ondertekend om het internationale partnerschap te versterken dat in 2002 in Johannesburg wordt gelanceerd. Het verdrag werd ondertekend door Congo-Brazzaville, de Democratische Republiek Kongo, Gabon, Tsjaad, Kameroen, Equatoriaal-Guinea, de Centraal-Afrikaanse Republiek, Burundi, Rwanda en Sao Tomé. De staatshoofden van de landen van het bekken van Kongo hebben eveneens het principe van een belasting op "de geëxporteerde fauna en de bosproducten" goedgekeurd om de ontoereikende hulp van de internationale financiële gemeenschap het hoofd te bieden.